# 1. Fußballclub Mülheim-Styrum 1923 e.V.
1. FC Mülheim - Styrum 1923 e.V. é uma agremiação alemã fundada a 10 de junho de 1923, sediada no distrito de Styrum, em Mülheim, no estado de Nordrhein-Westfalen.

## História
O clube foi fundado sob a denominação de Spielvereinigung Oberhausen und Styrum a partir da união de clubes locais, o Styrum 08 e o Oberhausener Spielverein. Uma tentativa de criar um departamento de futebol levou à formação de um clube independente, o Erster Fußballclub Mülheim-Ruhr-Styrum, em julho de 1923. A equipe debutou na Westdeutschen Spielverband.
Antes da Segunda Guerra Mundial, o 1. FC Mülheim-Styrum permanece nas séries inferiores, mas alcançou o segundo nível, intitulado Berzirksklasse, imediatamente abaixo da Gauliga, de 1933 a 1940. O time então passaria a disputar a Zweite Klasse, abaixo três níveis da Gauliga.
Dissolvido pelas tropas de ocupação aliadas, como aliás todas as associações alemãs, incluindo as esportivas, em 1945, o 1. FC Mülheim-Styrum foi rapidamente reconstituído. Durante a temporada 1945-1946, terminou em segundo em uma competição local, a Stadtmeisterschaft, vencida pelo VfB Speldorf. Na temporada seguinte, foi endereçado a uma liga regional nomeada Bezirksklasse, situada no segundo nível, abaixo da Bezirksliga. Apesar de um quarto lugar, o clube passou a integrar a Bezirksliga a partir da temporada 1947-1948. Ele termina vice-campeão, atrás do VfB Bottrop. Essa liga era equivalente ao segundo nível da hierarquia, sob a Oberliga West, novamente instaurada.
Na temporada 1948-1949, houve o restabelecimento das ligas alemãs. O  1. FC Mülheim-Styrum foi endereçado à Bezirksklasse, o nível 3. Em 1950, o clube integrou a Verbandsliga, que doravante equivaleria ao nível terceiro, após a criação da 2.Oberliga West, sob a Oberliga West. Em 1952 e 1953 o 1. FC Mülheim venceu sua série na Verbandsliga, mas não conseguiu obter a promoção nos play-offs finais.
Em 1959, termina na décima-quarta colocação e cai para a Landesliga, a quarta divisão. O time permaneceria nesse módulo até a temporada 1970-1971. Nesta, o 1. FC Mülheim-Styrum conquista o título e volta à Verbandsliga, a qual venceu em 1972. Ao fim da fase final, o time chega à Regionalliga West, equivalente à segunda divisão.
O clube disputa as duas últimas temporadas de existência da liga que cederia lugar à 2. Bundesliga, em 1974. Ao obter um oitavo lugar e depois um quarto, o 1. FC Mülheim-Styrum se tornou um dos fundadores da 2. Bundesliga, Grupo Norte, após a recusa do
SV Blau-Weiss Berlin. O Mülheim-Styrum se classifica em décimo-primeiro lugar na primeira temporada, e na seguinte, com o décimo-sétimo lugar, foi rebaixado. Na ocasião, o clube ficara a um ponto do BFC Alemannia 90 Wacker.
Na temporada sucessiva, o 1. FC Mülheim-Styrum terminou em último lugar na Verbandsliga e caiu para a Landesliga. Esta se tornaria o nível 5 do futebol alemão porque na região oeste foram instauradas duas ligas de nível três, a Oberliga Nordrhein e a Oberliga Westfalen.
Em 1979, o Mülheim-Styrum foi campeão da Landesliga e desceu à quarta divisão. Em 1986, o time fez o caminho inverso. Com a criação da Regionalliga, então terceira divisão, a Landesliga recuou um módulo e se transformou em sexta divisão. No ano seguinte, o Mülheim-Styrum caiu para o sétimo nível, a Bezirksliga. O time ganharia essa divisão, em 1997, mas sofreria o rebaixamento após doze meses.
Ao término da temporada 2000-2001, o 1. FC Mülheim-Styrum mergulhou na Kreisliga, a oitava divisão, à qual se sagraria campeão em 2007.
Ao retornar à Bezirksliga, esta se tornou a oitava divisão a partir da instauração da 3. Liga, como a terceira divisão. Todos os módulos abaixo, portanto, recuaram um número.

## Títulos
- Campeão da Landesliga: 1971, 1979;
- Campeão da Verbandsliga: 1972;
- Campeão da Bezirksliga: 1997;
- Campeão da Kreisliga: 2007;